# VU III

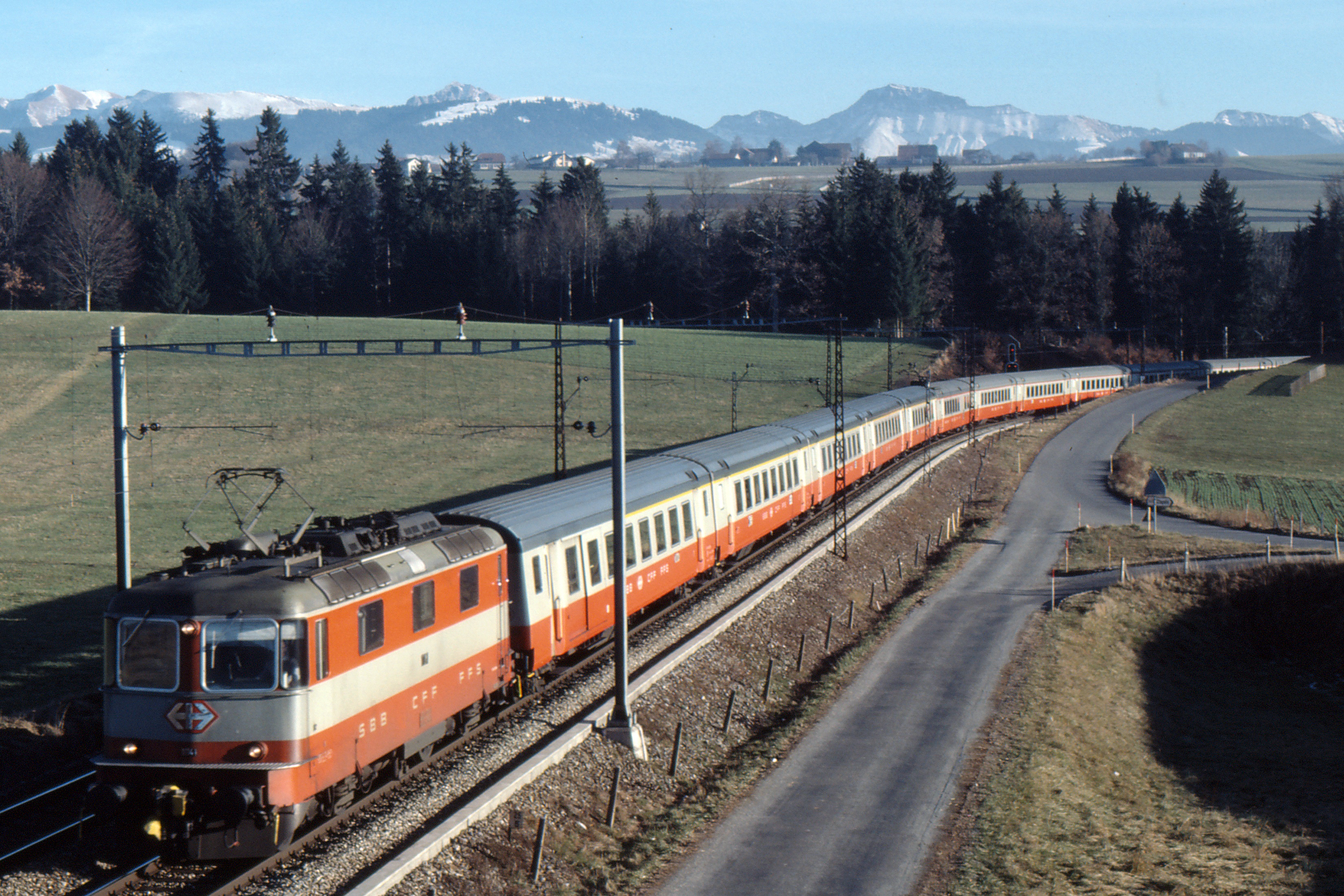
Train intervilles Swiss-Express aux abords d'Oron

Les VU III ou voitures unifiées du type III ont été construites par SIG à Neuhausen am Rheinfall et FZA à Altenrhein pour les trains Intervilles Swiss-Express des CFF ; elles avaient pour caractéristique de faire partie des premières voitures pendulaires.

## Historique
Au début des années 1970, les CFF mettaient en place un nouveau concept de trains intervilles sur leur ligne phare, la ligne du plateau, qui relie les villes de Genève, Lausanne, Fribourg, Berne, Zurich, Winterthour et Saint-Gall.
Une commande fut passée à l'industrie ferroviaire suisse pour une série de voitures modernes, construites en aluminium, aptes à 140 km/h, avec air climatisé et système de pendulation passive. Les prototypes ont été mis en service en 1972 (1973 pour la voiture-restaurant) et la série en 1975, avec le lancement du concept, baptisé alors Swiss-Express.
Leur livrée « blanc et orange sanguine » se détachait des autres trains. En vue de la normalisation de l'attelage UIC automatique, les voitures en furent équipées dès l'origine ; Les VU III n'étaient donc pas couplables avec d'autres véhicules CFF. Pour les tracter, 8 locomotives de type Re 4/4 II furent modifiées et repeintes aux couleurs Swiss-Express. Quelques wagons d’accompagnement de trains de marchandises Db de type Spoutnik furent équipés d'un attelage UIC à l'une des extrémités et reçurent également la livrée blanche et orange. Ces fourgons allaient toujours par paire, permettant ainsi de manœuvrer une voiture VU III en l'intercalant entre les deux fourgons, puis de mouvoir le convoi par un véhicule moteur qui n'était pas équipé de l'attelage automatique.
Les VU III circulaient en convois fixes de 1AD–4A–1WR–8B, totalisant 14 voitures pour une longueur de près de 350 mètres.
Rapidement, on se rendit compte que le système pendulaire ne donnait pas satisfaction, provoquant à vitesse élevée de désagréables vibrations pour les voyageurs. Autre problème, la climatisation qui était censée fonctionner sans entretien du filtre à air, fut résolu par son remplacement par une nouvelle installation.

### Transformation en rame réversible
Dès 1985, les intervilles, devenus InterCity, furent remplacés par des rames de voitures unifiées IV, plus modernes et plus souples d'utilisation de par leur attelage à vis. 6 voitures VU III de 2e classe (et une 7e plus tard) furent transformées en voitures-pilotes et les AD reçurent un attelage à vis à leur extrémité fermée. Elles roulaient en rame réversible fixe composée de 1AD–2A–4B–1Bt, et tractée par une Re 4/4 II verte, rouge ou Swiss-Express désormais normalisée.
Les 6 voitures-restaurants seront aussi normalisées, et repeintes dans un premier temps en livrée IC grise et rouge pour être incorporées dans les InterCity, en attendant la livraison de toutes les nouvelles voitures-restaurants VU IV. Puis elles recevront une nouvelle teinte mauve pour circuler dans les trains EuroCity et InterCity, exploitées par la société Minibuffet, qui deviendra Le Buffet suisse, puis Mitropa Suisse.
4 A et 2 B furent transformées en voitures-expositions (teintées en noir et vert-clair, train promotionnel « Rail 2000 »).
Pendant près de 20 ans les VU III assurèrent les services trains directs Genève-aéroport–Genève–Lausanne–Fribourg–Berne–Langnau–Lucerne, et quelque relations Lucerne–Zoug–Zürich HB–Zurich-aéroport.

### Cession au BLS

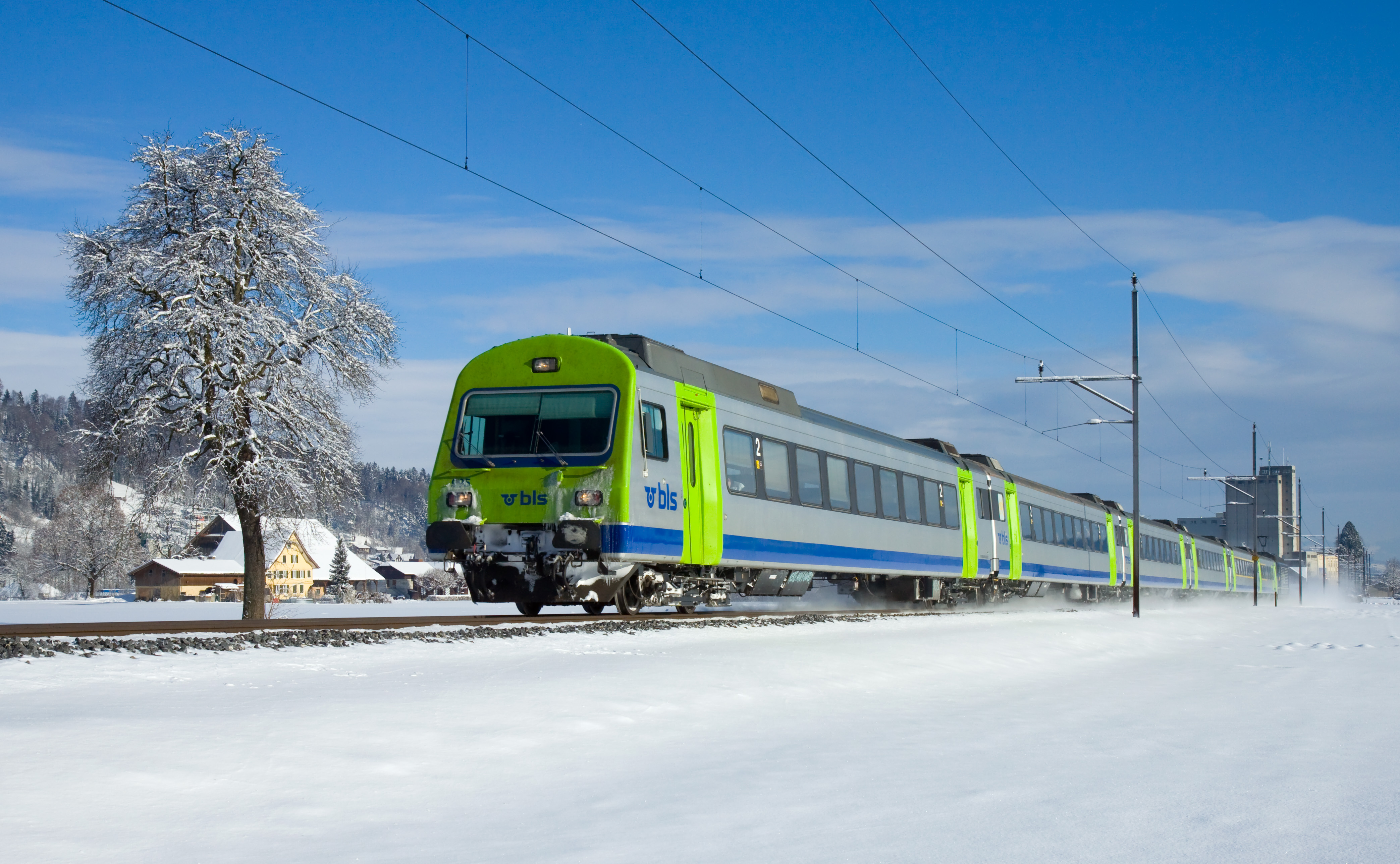
RegioExpress du BLS à proximité de Malters

Dans le cadre de la reprise de l'exploitation du RER bernois par le BLS, les deux entreprises procédèrent à un échange de véhicules : les CFF reprenaient l'ensemble du parc des VU IV BLS, devenues inutiles de par l'abandon des trains grandes-lignes BLS, en échange de toutes les VU III, sauf les voitures-restaurants. Les VU III perdirent leurs couleurs Swiss-Express pour la nouvelle livrée BLS gris/bleu/vert fluo et bandeau noir aux fenêtres.
Le BLS les utilise dans des rames plus courtes (6 voitures) attelées à une Re 465 ou une Re 420.5 rachetée aux CFF. Pour disposer de deux rames supplémentaires, le BLS a transformé 4 A en voitures-pilote (2 Bt) et en voitures d'extrémité 1re/2e/compartiment de service (2 ABS), permettant ainsi de former 9 rames navettes de 6 voitures (1AD/1ABS–1A–3B–1Bt). Sur la ligne GoldenPassLine, les convois ont aussi été composés ainsi : 1AD — 2A — 2B — 1Bt.
Ces rames sont engagées sur les relations RegioExpress La Chaux-de-Fonds–Neuchâtel–Berne et Berne–Langnau–Lucerne, Les rames Lötschberger BLS RABe 535 et les rames NINA BLS RABe 525 remplaçaient ceux-ci un cas de manque de matériel roulant. 
Une rame (Re 465 004 – AD 002 – A 002 – B 005 – B 007 – B 009 – Bt 990) arbore actuellement les couleurs de la biscuiterie Kambly. La Re 465 004 a reçu sa R3 en mars 2020, ce qui l’empêchait de poursuivre la traction de cette rame. En juillet 2021, une partie du convoi a été ferraillée à Birmensdorf, le reste l’a été en janvier 2022 (le A et un B restants) à Kaiseraugst.
Depuis le 11 décembre 2021, plus aucune rame ne circule.

## Effectif
| Classe de la voiture                          | Année de Construction | Année de transformation | Désignation                 | Nombre construit | Nombre act. au BLS |
| --------------------------------------------- | --------------------- | ----------------------- | --------------------------- | ---------------- | ------------------ |
| 1re classe                                    | 1972–1975             |                         | A 50 85 18-34 000–024       | 25               | 0                  |
| 2e classe                                     | 1972–1975             |                         | B 50 85 29-34 000–034       | 35               | 0                  |
| 2e classe (ex-A)                              | 1975                  | ????                    | B 50 63 28-34 030–032       |                  | 0                  |
| 1re classe avec fourgon (voiture d'extrémité) | 1975                  |                         | AD 50 85 81-34 000–005, 006 | 6                | 0                  |
| 1re et 2e classe (voiture d'extrémité)        | 1975                  | ????                    | ABS 50 63 82-34 007–008     |                  | 0                  |
| Voiture-restaurant                            | 1973–1975             |                         | WR 50 85 88-34 000–005      | 6                | 0                  |
| Voiture-pilote (ex-B)                         | 1975                  | 1986–1987               | Bt 50 85 29-34 990–996      |                  | 0                  |
| Voiture-pilote (ex-A)                         | 1975                  | 2005–2006               | Bt 50 63 28-34 997–998      |                  | 0                  |
| Total                                         | 1972–1975             |                         |                             | 72               | 0                  |